# Chaumont (Yonne)
Chaumont és un municipi francès, situat al departament del Yonne i a la regió de Borgonya - Franc Comtat. L'any 2007 tenia 602 habitants.

## Demografia

### Població
El 2007 la població de fet de Chaumont era de 602 persones. Hi havia 231 famílies, de les quals 68 eren unipersonals (44 homes vivint sols i 24 dones vivint soles), 60 parelles sense fills, 87 parelles amb fills i 16 famílies monoparentals amb fills.
La població ha evolucionat segons el següent gràfic:
Habitants censats

### Habitatges
El 2007 hi havia 333 habitatges, 247 eren l'habitatge principal de la família, 79 eren segones residències i 6 estaven desocupats. 326 eren cases i 6 eren apartaments. Dels 247 habitatges principals, 218 estaven ocupats pels seus propietaris, 22 estaven llogats i ocupats pels llogaters i 8 estaven cedits a títol gratuït; 4 tenien una cambra, 16 en tenien dues, 48 en tenien tres, 67 en tenien quatre i 113 en tenien cinc o més. 181 habitatges disposaven pel capbaix d'una plaça de pàrquing. A 113 habitatges hi havia un automòbil i a 128 n'hi havia dos o més.

### Piràmide de població
La piràmide de població per edats i sexe el 2009 era:
| Homes | Edats   | Dones |
| ----- | ------- | ----- |
| 0     | 95 o +  | 0     |
| 0     | 90 a 94 | 0     |
| 0     | 85 a 89 | 0     |
| 4     | 80 a 84 | 4     |
| 8     | 75 a 79 | 4     |
| 12    | 70 a 74 | 4     |
| 12    | 65 a 69 | 20    |
| 12    | 60 a 64 | 20    |
| 16    | 55 a 59 | 12    |
| 40    | 50 a 54 | 16    |
| 28    | 45 a 49 | 36    |
| 16    | 40 a 44 | 12    |
| 20    | 35 a 39 | 16    |
| 16    | 30 a 34 | 16    |
| 16    | 25 a 29 | 20    |
| 8     | 20 a 24 | 20    |
| 24    | 15 a 19 | 8     |
| 24    | 10 a 14 | 8     |
| 24    | 5 a 9   | 20    |
| 8     | 0 a 4   | 4     |

## Economia
El 2007 la població en edat de treballar era de 397 persones, 296 eren actives i 101 eren inactives. De les 296 persones actives 260 estaven ocupades (141 homes i 119 dones) i 36 estaven aturades (16 homes i 20 dones). De les 101 persones inactives 44 estaven jubilades, 24 estaven estudiant i 33 estaven classificades com a «altres inactius».

### Ingressos
El 2009 a Chaumont hi havia 245 unitats fiscals que integraven 608,5 persones, la mediana anual d'ingressos fiscals per persona era de 18.622 €.

### Activitats econòmiques
Dels 17 establiments que hi havia el 2007, 2 eren d'empreses de fabricació d'altres productes industrials, 2 d'empreses de construcció, 5 d'empreses de comerç i reparació d'automòbils, 2 d'empreses d'hostatgeria i restauració, 1 d'una empresa d'informació i comunicació, 2 d'empreses immobiliàries i 3 d'empreses de serveis.
Dels 6 establiments de servei als particulars que hi havia el 2009, 1 era un taller de reparació d'automòbils i de material agrícola, 1 fusteria, 2 electricistes i 2 agències immobiliàries.
L'únic establiment comercial que hi havia el 2009 era un supermercat.
L'any 2000 a Chaumont hi havia 6 explotacions agrícoles.

## Equipaments sanitaris i escolars
El 2009 hi havia una escola elemental integrada dins d'un grup escolar amb les comunes properes formant una escola dispersa.

## Poblacions més properes
El següent diagrama mostra les poblacions més properes.